# Молодой актёр (премия)
Премия «Молодой актёр» (англ. Young Artist Awards) ежегодно вручается «Фондом молодого актёра» (англ. Young Artist Foundation). Впервые премии были вручены в 1979 году из Hollywood Foreign Press Association. Эти награды вручались талантливым молодым людям на телевидении и в кинематографе, которые часто находятся в тени своих старших, более известных коллег.
В первые двадцать лет эта премия называлась Youth In Film Awards. А название Young Artist Awards было впервые использовано на 21-й церемонии награждения, проходившей 19 марта 2000 года.
1-я церемония награждения состоялась в октябре 1979 года, в Sheraton Universal Hotel в Голливуде в честь выдающихся молодых актёров за сезон 1978-1979 годов. 35-е вручение премии торжественной церемонии чествования молодых актёров, состоялось в отеле Sportsmen’s Lodge в Студио-Сити, Калифорния Май 4, 2014.

## Ассоциация Молодого актёра
Ассоциация молодого актёра (первоначально известная как Hollywood Women’s Photo and Press Club, и позже, Youth in Film Association) является некоммерческой организацией, основанной в 1978 году для признания и вознаграждения молодых актёров за мастерство для обеспечения их стипендиями, чтобы молодые актёры были физически и/или материально обеспечены. Ассоциация молодого актёра была первой организацией, учредившей премии для признания и награждения актёров в возрасте до 21 года в сферах кино, телевидения, театра и музыки.

## Фонд молодого актёра
Фонд молодого актёра является некоммерческой организацией, основанной в 1978 году Голливудской Ассоциацией иностранной прессы («Золотой глобус») её членом Морин Драгоне для вручения стипендий физически и/или материально обеспечивающих начинающих актёров, позволяющее им продолжать карьеру в сфере кинематографа. Стипендиальные программы финансируются исключительно за счёт пожертвований, в том числе вкладов от Голливудской Ассоциации иностранной прессы.

## Премия «Молодой актёр»

### История
Премия «Молодой актёр» вручается ежегодно Ассоциацией молодого актёра. Первоначально известное название Youth In Film Awards впервые за двадцать лет, название было официально изменено на Премию «Молодой актёр» на 21-й ежегодной церемонии награждения в марте 2000 года. Премию шутливо называют «детским Оскаром». Премия считается голливудским ответом на «Оскар», признавая детей на актёрском поприще.

### Статуэтка
Первоначально статуэтка была похожа на миниатюрный «Оскар». Позолоченная фигура человека, держащего лавровый венок вместо меча и стоял на относительно большом основании. Нынешняя статуэтка — фигура показывающая пятиконечную звезду над его головой. Основание также уменьшилось.

### Голосование
Кандидаты на номинации должны быть в возрасте между 5 и 21 годами и обычно вносятся на рассмотрение кинокомпанией или агентом и/или менеджером молодого актёра. Традиционно, с конца января до середины февраля идёт приём заявок. Номинанты объявляются примерно через месяц на ежегодной специальной церемонии.
Победители выбираются членами Ассоциации молодых актёров Жюри состояло из 88 журналистов и фотографов, которые были активны в различных отраслях искусства. Сегодня жюри состоит из комиссии из 125 членов, состоящей из журналистов, агентов и бывших детей-актёров. Победители выбираются путем тайного голосования всех членов жюри.

### Номинации
Номинации премии существенно изменились после первого награждения. Изначально было только 11 конкурсных номинаций в 1979 году: «Лучший молодой актёр и актриса в кинофильме», «Лучший молодой актёр и актриса в сериале», «Лучший молодой актёр и актриса в дневном сериале» и «Лучшее исполнение мужской и женской роли», а также конкурсные номинации, чествование киностудий и фильмов для семейного просмотра и телепрограмм.
За время количество номинаций было расширено новыми: «Лучший молодой актёр и актриса в международном художественном фильме», «Лучший молодой актёр и актриса в короткометражном фильме», «Лучший молодой актёр и актриса второго плана», «Лучший молодой актерский ансамбль», «Лучший молодой актёр и актриса в сериале» и «Лучший молодой гость-актёр и актриса в главных ролях в сериале». Во многих номинациях актёрам в возрасте до 10 лет премия вручается отдельно. В дополнение к этому, в ассоциации также признали достижения молодёжи в других областях актёрского искусства, включая театр, танец, рекламу, журналистику, радио и стенд-ап комедию.

### Специальные номинации
Хотя многие номинации были включены в программу награждения, однако, с течением времени, некоторые номинации, такие как «Лучший юный музыкант», «Лучший семейный фильм» и «Лучший семейный сериал» прекратили существование, а награды за эти достижения в настоящее время вручаются в виде специальных «почётных» наград.

### Церемонии
Торжественная церемония ежегодно проходит в Голливуде и традиционно считается одной из самых престижных детских церемоний награждения. Ведь лауреаты и их наставники одеваются в дорогие костюмы по этому случаю и приезжают на лимузинах. Вся пресса приглашается на красную дорожку, участники раздают автографы, а в ведущие церемонии часто выбираются номинанты или победители прошлого года.
| Церемонии награждения премии «Молодой актёр» | Церемонии награждения премии «Молодой актёр» | Церемонии награждения премии «Молодой актёр» | Церемонии награждения премии «Молодой актёр» | Церемонии награждения премии «Молодой актёр» |
| Церемония                                    | Сезон                                        | Местоположение (отель)                       | Город                                        | Дата                                         |
| -------------------------------------------- | -------------------------------------------- | -------------------------------------------- | -------------------------------------------- | -------------------------------------------- |
| 1st Youth in Film Awards                     | 1978 / 1979                                  | Sheraton Universal Hotel                     | Universal City                               | Октябрь 1979                                 |
| 2nd Youth in Film Awards                     | 1979 / 1980                                  | Sheraton Universal Hotel                     | Universal City                               | 18 октября 1980                              |
| 3rd Youth in Film Awards                     | 1980 / 1981                                  | Неизвестно                                   | Неизвестно                                   | Декабрь 1981                                 |
| 4th Youth in Film Awards                     | 1981 / 1982                                  | Sheraton Universal Hotel                     | Universal City                               | 21 ноября 1982                               |
| 5th Youth in Film Awards                     | 1982 / 1983                                  | Beverly Hilton Hotel                         | Beverly Hills                                | 4 декабря 1983                               |
| 6th Youth in Film Awards                     | 1983 / 1984                                  | Неизвестно                                   | Неизвестно                                   | 2 декабря 1984                               |
| 7th Youth in Film Awards                     | 1984 / 1985                                  | Ambassador Hotel                             | Los Angeles                                  | 15 декабря 1985                              |
| 8th Youth in Film Awards                     | 1985 / 1986                                  | Ambassador Hotel                             | Los Angeles                                  | 22 ноября 1986                               |
| 9th Youth in Film Awards                     | 1986 / 1987                                  | Hollywood Palladium                          | Hollywood                                    | 5 декабря 1987                               |
| 10th Youth in Film Awards                    | 1987 / 1988                                  | Registry Hotel                               | Universal City                               | 6 мая 1989                                   |
| 11th Youth in Film Awards                    | 1988 / 1989                                  | Неизвестно                                   | Неизвестно                                   | Март/апрель 1990                             |
| 12th Youth in Film Awards                    | 1989 / 1990                                  | Неизвестно                                   | Неизвестно                                   | Конец 1990/Начало 1991                       |
| 13th Youth in Film Awards                    | 1990 / 1991                                  | Academy of Television Arts & Sciences        | North Hollywood                              | 1 декабря 1992                               |
| 14th Youth in Film Awards                    | 1991 / 1992                                  | Sportsmen’s Lodge                            | Studio City                                  | 16 января 1993                               |
| 15th Youth in Film Awards                    | 1992 / 1993                                  | Sportsmen’s Lodge                            | Studio City                                  | 5 февраля 1994                               |
| 16th Youth in Film Awards                    | 1993 / 1994                                  | Sportsmen’s Lodge                            | Studio City                                  | 19 марта 1995                                |
| 17th Youth in Film Awards                    | 1994 / 1995                                  | Неизвестно                                   | Неизвестно                                   | 1996                                         |
| 18th Youth in Film Awards                    | 1995 / 1996                                  | Неизвестно                                   | Неизвестно                                   | 1997                                         |
| 19th Youth in Film Awards                    | 1996 / 1997                                  | Неизвестно                                   | Неизвестно                                   | 14 марта 1998                                |
| 20th Youth in Film Awards                    | 1997 / 1998                                  | Sportsmen’s Lodge                            | Studio City                                  | 6 марта 1999                                 |
| 21st Young Artist Awards                     | 1998 / 1999                                  | Sportsmen’s Lodge                            | Studio City                                  | 19 марта 2000                                |
| 22nd Young Artist Awards                     | 1999 / 2000                                  | Sportsmen’s Lodge                            | Studio City                                  | 1 апреля 2001                                |
| 23rd Young Artist Awards                     | 2000 / 2001                                  | Sportsmen’s Lodge                            | Studio City                                  | 7 апреля 2002                                |
| 24th Young Artist Awards                     | 2002                                         | Sportsmen’s Lodge                            | Studio City                                  | 29 марта 2003                                |
| 25th Young Artist Awards                     | 2003                                         | Sportsmen’s Lodge                            | Studio City                                  | 8 мая 2004                                   |
| 26th Young Artist Awards                     | 2004                                         | Sportsmen’s Lodge                            | Studio City                                  | 30 апреля 2005                               |
| 27th Young Artist Awards                     | 2005                                         | Sportsmen’s Lodge                            | Studio City                                  | 25 марта 2006                                |
| 28th Young Artist Awards                     | 2006                                         | Sportsmen’s Lodge                            | Studio City                                  | 10 марта 2007                                |
| 29th Young Artist Awards                     | 2007                                         | Sportsmen’s Lodge                            | Studio City                                  | 30 марта 2008                                |
| 30th Young Artist Awards                     | 2008                                         | Globe Theatre                                | Universal City                               | 29 марта 2009                                |
| 31st Young Artist Awards                     | 2009                                         | Beverly Garland Hotel                        | Studio City                                  | 11 апреля 2010                               |
| 32nd Young Artist Awards                     | 2010                                         | Sportsmen’s Lodge                            | Studio City                                  | 13 марта 2011                                |
| 33rd Young Artist Awards                     | 2011                                         | Sportsmen’s Lodge                            | Studio City                                  | 6 мая 2012                                   |
| 34th Young Artist Awards                     | 2012                                         | Sportsmen’s Lodge                            | Studio City                                  | 5 мая 2013                                   |
| 35th Young Artist Awards                     | 2013                                         | Sportsmen’s Lodge                            | Studio City                                  | 4 мая 2014                                   |
| 36th Young Artist Awards                     | 2014                                         | Sportsmen’s Lodge                            | Studio City                                  | 15 мая 2015                                  |
| 37th Young Artist Awards                     | 2015                                         | Sportsmen’s Lodge                            | Studio City                                  | 13 мая 2016                                  |

## Основные номинации
- Лучшему молодому актёру
- Лучшей молодой актрисе